# Île d'Herblay
L'île d'Herblay est une île, d'une superficie de 11,04 hectares, sur la Seine entre le département des Yvelines et la commune d'Herblay-sur-Seine dans le Val-d'Oise auquel elle appartient administrativement. Aucun pont ni passerelle ne relie l'île aux rives de la Seine. Dans sa partie ouest, elle inclut aujourd'hui l'ancienne île Motteau.
|  |

| |  |
| |  |
| |  |
| Cette bande de terre abrite 41 variétés d'oiseaux et 101 espèces végétales, dont trois très rares en Île-de-France. Pour favoriser la préservation de la faune et de la flore, le département du Val-d'Oise a décidé de la racheter. |  |

| |  |
| |  |
| |  |
| Cette bande de terre abrite 41 variétés d'oiseaux et 101 espèces végétales, dont trois très rares en Île-de-France. Pour favoriser la préservation de la faune et de la flore, le département du Val-d'Oise a décidé de la racheter. |  |

## Historique
L'existence d'un moulin muni d’une grande roue à aubes latérale qui fonctionna du XVIIIe siècle jusqu'au 1842 est mentionné sur le petit bras de la Seine séparant l'île des berges.
En 1898, l'île est achetée par les artistes René Le Bègue (1857-1914) et Paul Bergon (1863-1912, neveu de Le Bègue), qui l'utilisent comme studio photographique en plein air. Les paysages occupés par la végétation sauvage deviennent ainsi le décor de leurs clichés, souvent représentant des nus féminins et des thématiques de l'antiquité classique. Ces images s'inscrivent dans le pictorialisme français, un mouvement artistique qui cherchait à produire des photographies imitant l'aspect de la peinture et l'eau forte. D'autres photographes pictorialistes, tels que Puyo, auraient aussi visité l'île.